# Kate Greenaway
Pour les articles homonymes, voir Greenaway.
Kate (Catherine) Greenaway (17 mars 1846 Londres – 6 novembre 1901) est une écrivaine et illustratrice anglaise de livres pour enfants.

## Biographie
Ses illustrations et ses livres étaient très populaires dans les années 1880 et 1890. Les nouvelles techniques de similigravure lui permettaient de reproduire ses délicates aquarelles. Ses seuls rivaux étaient Walter Crane et Randolph Caldecott. Elle travailla avec John Ruskin et elle fut une amie très proche de la peintre Helen Allingham. Elle collabora au magazine Little Folks édité par Cassell qui publia également des albums de ses dessins.
Ses personnages étaient des petits enfants habillés à la mode du début du XIXe siècle : sarrau et justaucorps pour les garçons, robe et bonnet de tissu ou chapeau de paille pour les petites filles.
Une génération entière de mères des cercles artistiques éclairés britanniques habilla ses filles avec les pantalons et les bonnets qu'elles voyaient dessinés par Kate Greenaway.
Elle vivait dans une maison de style Arts & Crafts qu'elle fit dessiner par Richard Norman Shaw à Frognal, Londres, et passait ses étés dans le petit village du Nottinghamshire, Rolleston, près de Southwell.
Elle mourut d'un cancer du sein.

## Publications
- Album de dessin : douze planches à colorier, 1882 (Domaine public)[1].
- The Pied Piper of Hamelin (Le Joueur de flûte de Hamelin), poème de Robert Browning, d'après la légende allemande éponyme : trente-deux illustrations, 1888[2].

## Galerie

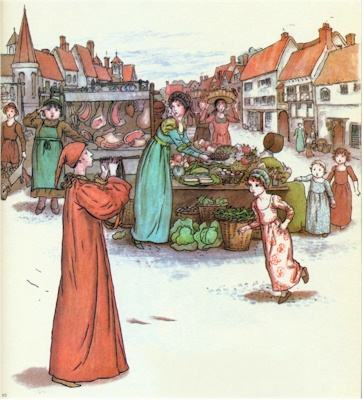
Le Joueur de flûte de Hamelin, illustration du poème de Robert Browning The Pied Piper of Hamelin
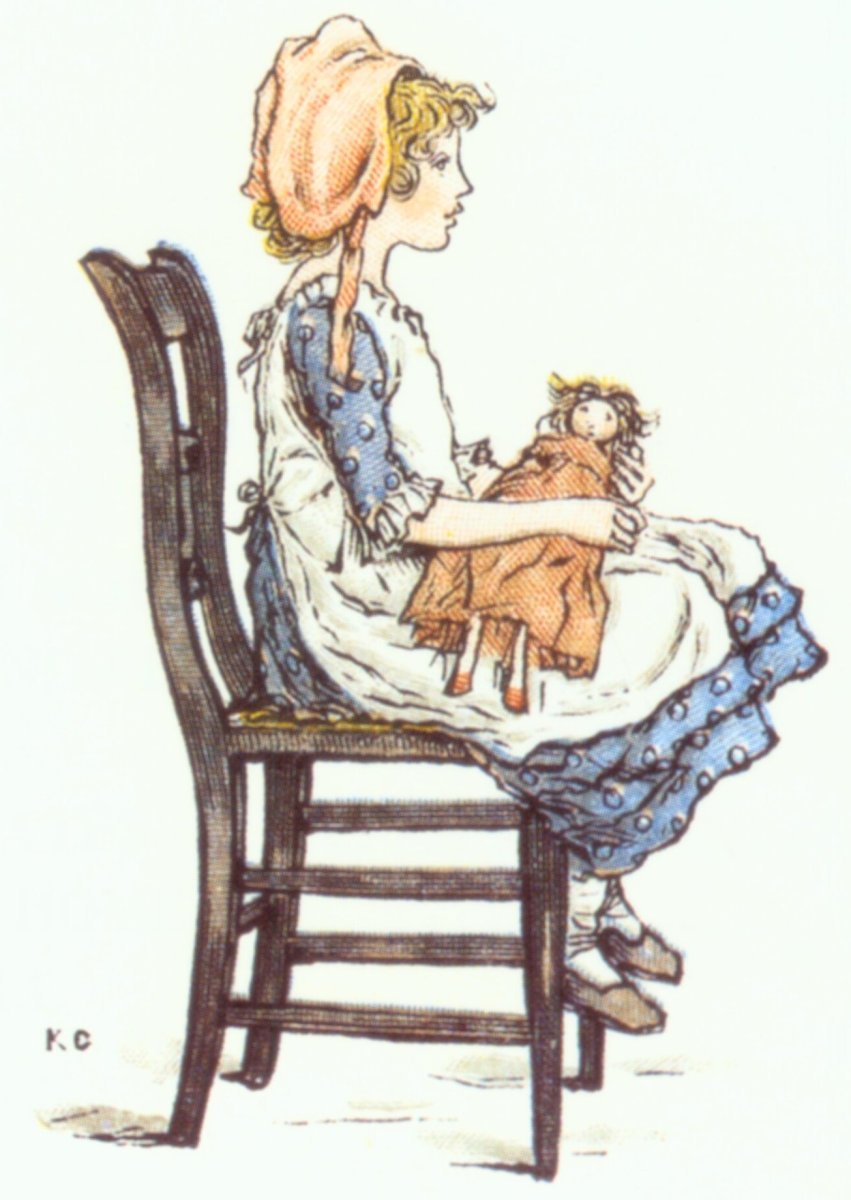
Polly par Kate Greenaway, tiré de The Queen of the Pirate Isle, de Bret Harte

## Médaille Kate Greenaway
La médaille Kate Greenaway récompense en Grande-Bretagne, chaque année, un illustrateur de livres pour enfants.